# Élection présidentielle mauritanienne de 2009
Une élection présidentielle a eu lieu le 18 juillet 2009 en Mauritanie.

## Mode de scrutin
Le président mauritanien est élu au scrutin uninominal majoritaire à deux tours pour un mandat de cinq ans renouvelable une seule fois. 
Si aucun candidat ne recueille la majorité absolue des suffrages exprimés au premier tour, un second est convoqué deux semaines plus tard.

## Résultats des élections
|                               | Mohamed Ould Abdel Aziz – Union pour la République                                                        | 409 100 | 52,58  |
|                               | Messaoud Ould Boulkheir – Alliance populaire progressiste/Front national pour la défense de la démocratie | 126 782 | 16,29  |
|                               | Ahmed Ould Daddah – Rassemblement des forces démocratiques                                                | 106 263 | 13,66  |
|                               | Mohamed Jemil Ould Mansour – Rassemblement National pour la Réforme et le Développement (Tawassoul)       | 37 059  | 4,76   |
|                               | Ibrahima Moctar Sarr – Alliance pour la Justice et la Démocratie/Mouvement pour la Rénovation             | 35 709  | 4,59   |
|                               | Ely Ould Mohamed Vall                                                                                     | 29 681  | 3,81   |
|                               | Kane Hamidou Baba                                                                                         | 11 568  | 1,49   |
|                               | Saleh Ould Hanenna – Parti mauritanien de l'union et du changement                                        | 10 219  | 1,31   |
|                               | Hamada Ould Meimou                                                                                        | 9 936   | 1,28   |
|                               | Sghair Ould M'Bareck                                                                                      | 1 788   | 0,23   |
| Total des votes               | Total des votes                                                                                           | 778 105 | 100,00 |
| Sources: click4mauritania.com | |         |        |